# Заклинський Олексій Онуфрійович
Отець Заклинський Олексій Онуфрійович (27 березня 1819, Озеряни (тепер Тлумацького району Івано-Франківської області) — 26 березня 1891, Старі Богородчани (тепер Богородчанського району Івано-Франківської області)) — священник УГКЦ, поет та композитор, посол  австрійського парламенту (1873–1879) і Галицького крайового сейму (1870–1876 роки).

## Життєпис
Народився у сім'ї пароха Озерян.
У 1836 році закінчив 6 класів Станиславівської гімназії. Далі навчався у Чернівецькій гімназії, на правничому факультеті Віденського університету (1838–1842).
Після тривалої хвороби, у 1845 році вступив до Львівської духовної семінарії, яку закінчив у 1848 році. Будучи семінаристом, став на шлях політичної боротьби. Активно боровся за створення «Руської Ради» у Львові, яка була уконституйована у 1848 році (єдиний семінарист — член Руської Ради). Як член «Руської Ради» обирався делегатом від Галичини на Слов'янський з'їзд у Празі (1848 рік), де був секретарем української секції. Працював перекладачем українських послів при австрійському парламенті (Райхстаґу) 1848–1849 (без права голосу). У 1853 р. висвячений на священника. У 1853–1861 роках сотрудник каноніка, душпастир у шпиталі і тюрмі, займається російськими перекладами у Буковинського крайового президента та викладає літургію в нижчих класах Чернівецької гімназії. Після смерті дружини о. О. Заклинський переїжджає до м. Городенки (1861 року), стає ініціатором побудови тут парохіяльної церкви Святого Николая, на яку зібрав 500 ринських.
У 1862–1863 році тимчасово завідує парохією містечка Козлів Бережанського деканату. Пізніше був переведений на посади завідателя парохії Старих Богородчан (1864 рік) та Надвірної (1865 рік). У березні 1865 року знову переведений з м. Надвірної до Старих Богородчан, де пробув до смерті.
У 1870 році Олексій Заклинський обирається послом до Галицького сейму 3-го скликання (обраний від IV курії 29-го округу Богородчани — Солотвин, входив до складу «Руського клубу»). 1873 року обраний послом до Райхсрату (парламенту Австро-Угорщини) від Станиславівського виборчого округу (сільські громади судових повітів Станиславів, Галич, Богородчани, Солотвин, Тлумач, Тисмениця, Надвірна і Делятин). Своїм виступом 5 травня 1879 р. в парламенті Австро-Угорщини добився встановлення українського єпископства у Станиславові.
Завдяки старанню О. Заклинського — члена повітової та сільської громадської Ради, — школу-дяківню в Старих Богородчанах перемінено на державну з рільничим курсом, засновано читальню, створено позичкову касу, побудовано крамницю, управлено береги р. Бистриці.
О. Заклинський був ініціатором побудови у Старих Богородчанах церкви Святого Георгія (Юра) (1880 р.). З нагоди посвячення новозбудованої церкви написав пісню «К Покрову Пресвятої Богородиці», що вийшла друком в 3000 примірників, 600 з яких розійшлись по парохіях Галичини. Відомий його вірш на вічну пам'ять архипастиреві української Церкви митрополиту Григорію Яхимовичу (1863), надрукований в Львівському журналі «Галичанин». Перу Олексія Заклинського належать пісні «Там, де Чорна Гора» (обробка Станіслава Людкевича), «Кажуть, мені, люди, що мій друг живе», «Щоб я крила мав» та інші.
8 квітня 1887 року священика паралізувало, але й прикутим до ліжка він не покидав праці. В цей період написав історичної ваги мемуари, що вперше вийшли друком у Львові (1890 рік) під назвою «Записки Алексея Заклинського, приходника Старых Богородчань». Згодом на основі «Записок…» український письменник, уроженець с. Лесівка Богородчанського району, Михайло Яцків написав оповідання «Посол Петришин» (1913 рік).